# Novell
Novell è stata un'azienda statunitense che operava nel settore della produzione di software orientata particolarmente ai settori delle reti e della gestione dei gruppi di lavoro. Nell'aprile 2011 Novell è stata acquisita dal gruppo Attachmate che mira alla suddivisione dell'aziende in business unit, a partire dal business Suse.

## Storia
La società viene fondata nel 1979 a Provo nell'Utah come Novell Data Systems Inc.. Inizialmente l'attività consiste nello sviluppo di hardware basato sul sistema operativo CP/M.
I fondatori sono George Canova, Darin Field, e Jack Davis. Il nome deriva da un suggerimento della moglie di Canova la quale credeva, erroneamente, che Novell significasse nuovo in francese (il termine corretto è invece nouveau, che diventa nouvel davanti a vocale e nouvelle al femminile).
A causa delle iniziali difficoltà sia Davis che Canova abbandonano la società.

## NetWare
Nel gennaio del 1983 la società accorcia il suo nome in Novell Inc., e Ray Noorda viene nominato amministratore delegato. Nello stesso anno viene realizzato il prodotto più importante, il sistema operativo di rete Novell NetWare.
L'utilizzo di schede Ethernet dal costo relativamente contenuto e la disponibilità di un client stabile e leggero per le varie piattaforme decretano il successo di questo prodotto che si impone come lo standard nel settore delle reti per tutti gli anni ottanta.
Negli anni novanta inizia un declino dovuto a numerosi fattori. Nel 1993 Raymond Noorda abbandona la società, vengono effettuate numerose acquisizioni in un'ottica di diversificazione senza però raggiungere buoni risultati, inoltre la società non investe sufficientemente in ricerca e sviluppo trovandosi a competere con un prodotto ormai datato nei confronti del neonato sistema di rete di Microsoft Windows NT.
Nel 2003 si assiste ad un'importante svolta con l'acquisizione di Ximian e di SUSE e di conseguenza con ingresso nel mercato relativo al sistema operativo Linux.

## Vicende legali
Novell e SCO Group in passato sono state coinvolte in vicende legali circa l'attribuzione dei diritti su Unix (caso SCO) e pare che la giuria abbia emesso un verdetto a favore di Novell affermando che i copyright di Unix non siano mai passati a Sco come questi ultimi avevano in passato reso pubblico.
Questa controversa disfatta legale è costata a SCO una perdita di 8 punti percentuale sulle quotazioni in borsa delle sue azioni.

## Attachmate e la fine dell'autonomia
Nell'ottobre 2010 Attachmate, attraverso un fondo di private equity entra in possesso del pacchetto azionario di Novell oramai incentrata sul business Linux open-source, pagando 6,10 dollari per azione. L'accordo pari a 2,2 miliardi di dollari totali mira a scorporare il business SUSE e alla cessione di alcuni brevetti ad alcune aziende tra cui Microsoft.
Nell'aprile 2011 viene concluso l'accordo, la storia di Novell come azienda autonoma fondata nel 1979 si conclude e il management lascia l'azienda. Il marchio Novell continuerà ad esistere gestito dal Gruppo Attachmate.. Nel 2014 il gruppo Attachmate viene a sua volta acquisito da Micro Focus.